# Ruben Östlund
Claes Olle Ruben Östlund (sinh ngày 13 tháng 4 năm 1974) là một nam đạo diễn kiêm nhà biên kịch người Thụy Điển. Bộ phim Force Majeure (2014), The Square (2017) và Đáy thượng lưu (2022) đã giành được danh hiệu tại liên hoan phim Cannes, bao gồm giải Cành cọ vàng cho hai bộ phim sau này.

## Nghề nghiệp
Ruben Östlund bắt đầu làm giám đốc của các bộ phim trượt tuyết vào những năm 90, và cuối cùng học tiếp tại trường điện ảnh Gothenburg, từ đó ông tốt nghiệp năm 2001. Ông được nhận vào trường bằng những bộ phim trượt tuyết của mình. Cùng với nhà sản xuất phim Erik Hemmendorff, ông là đồng sáng lập của công ty sản xuất Plattform Produktion sản xuất phim của ông.
Bốn bộ phim dài đầu tiên của ông là The Guitar Mongoloid (2004), Involuntary (2008), Play (2011), và Force Majeure (2014).. [3] Mongoloid Guitar đã đoạt giải FIPRESCI tại Liên hoan phim Quốc tế Moscow lần thứ 27. Bộ phim ngắn của Östlund Sự kiện của Ngân hàng đã giành giải Gấu Vàng cho Phim ngắn hay nhất tại Liên hoan phim Quốc tế Berlin lần thứ 60. Và Grand Prix tại Tampere Film Festival vào năm 2011.
Bộ phim Force Majeure của anh đã được chọn để cạnh tranh trong phần Un Certain Regard tại LHP Cannes năm 2014, nơi nó đoạt giải Jury. Năm 2016, ông là thành viên ban giám khảo cho chương trình Un Certain Regard của liên hoan phim Cannes năm 2016.
Năm 2017, bộ phim "The Square" của ông, lấy cảm hứng từ một số kinh nghiệm của ông, đã tham dự Liên hoan phim Cannes. Nó giành danh hiệu danh giá Palme d'Or..